# Mythimna pallens
Mythimna pallens es una polilla de la familia Noctuidae. Se distribuye en toda Europa.
Al igual que otros miembros del género Mythimna, sus alas anteriores son de color amarillento con venación prominente. Las alas posteriores son de color blanco. La envergadura es de 32 a 40 mm. Una o dos crías se producen cada año; los adultos vuelan entre junio y octubre. La polilla vuela de noche y se siente atraída por la luz, las flores y el azúcar..
La larva es de color marrón con líneas blancas a lo largo de la espalda y líneas más oscuras en los lados. Se alimenta de gramíneas, como Deschampsia, Festuca, Leymus, Lolium y Phalaris. La especie hiberna como una pequeña larva.